# Anoecia corni
Anoecia corni är en insektsart som först beskrevs av Fabricius 1775. Enligt Catalogue of Life ingår Anoecia corni i släktet Anoecia och familjen långrörsbladlöss, men enligt Dyntaxa är tillhörigheten istället släktet Anoecia och familjen gräsrotbladlöss. Arten är reproducerande i Sverige. Inga underarter finns listade i Catalogue of Life.

## Bildgalleri

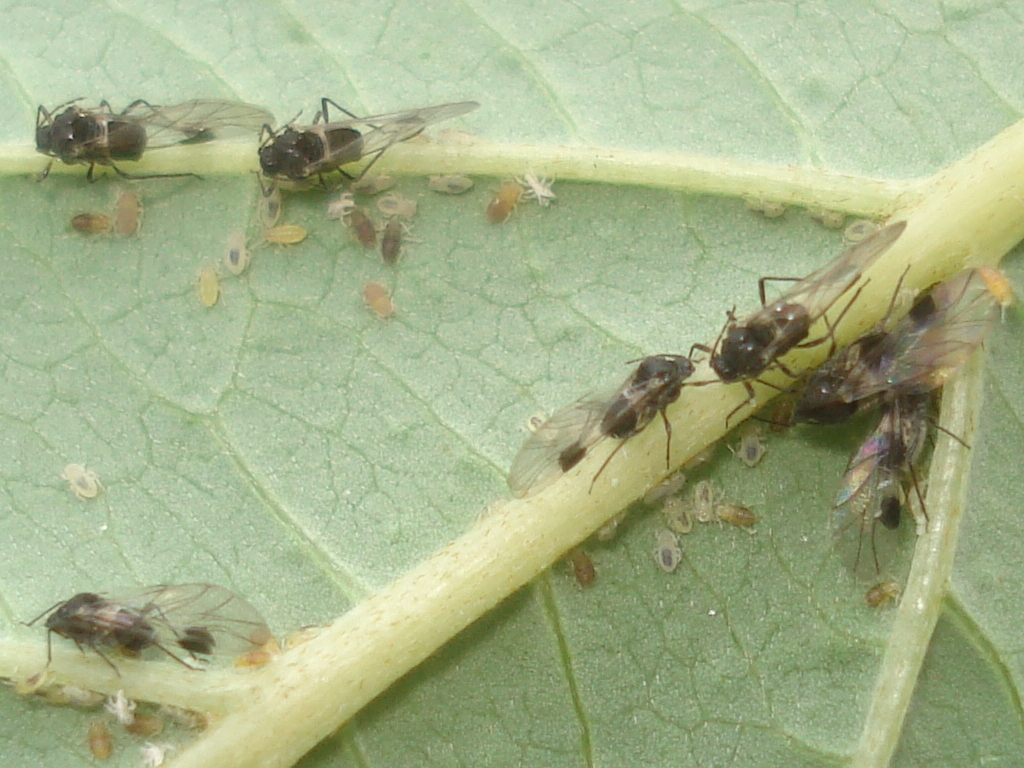
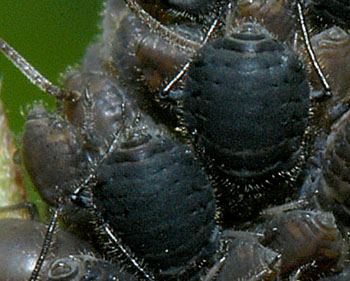
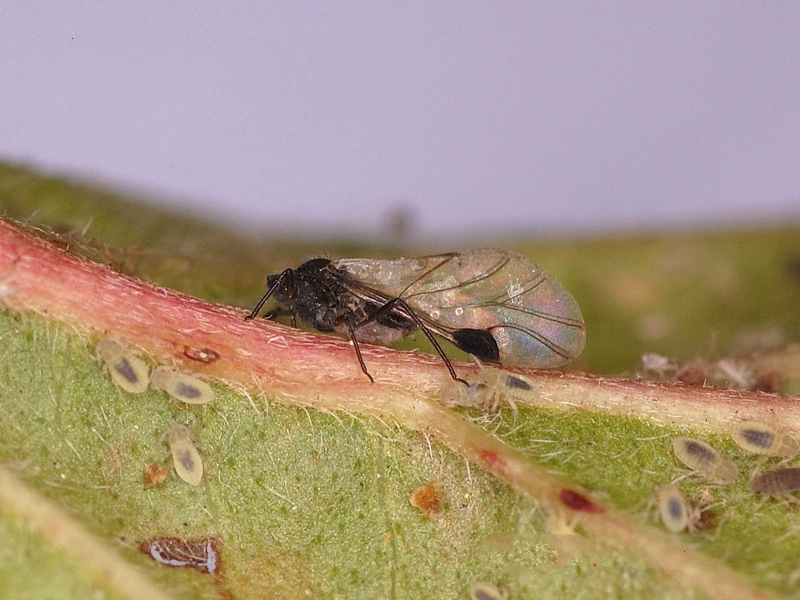
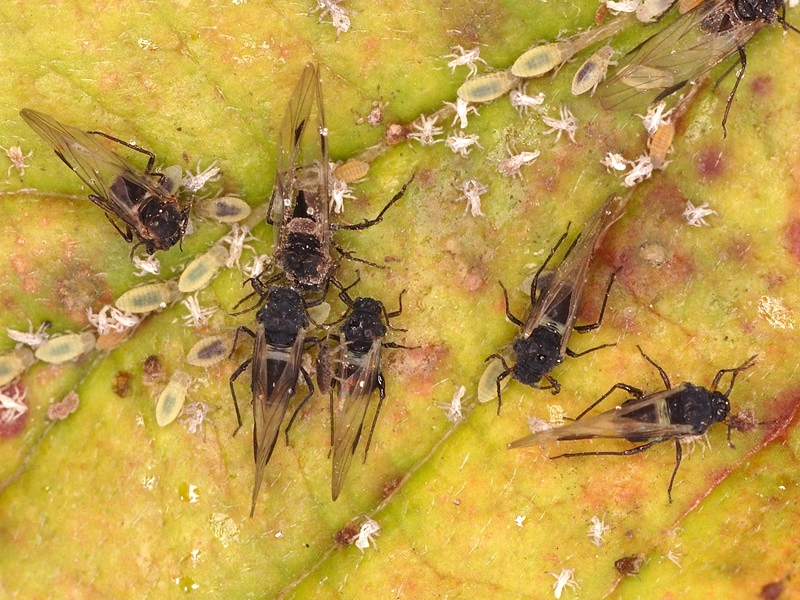